# Buchada de bode

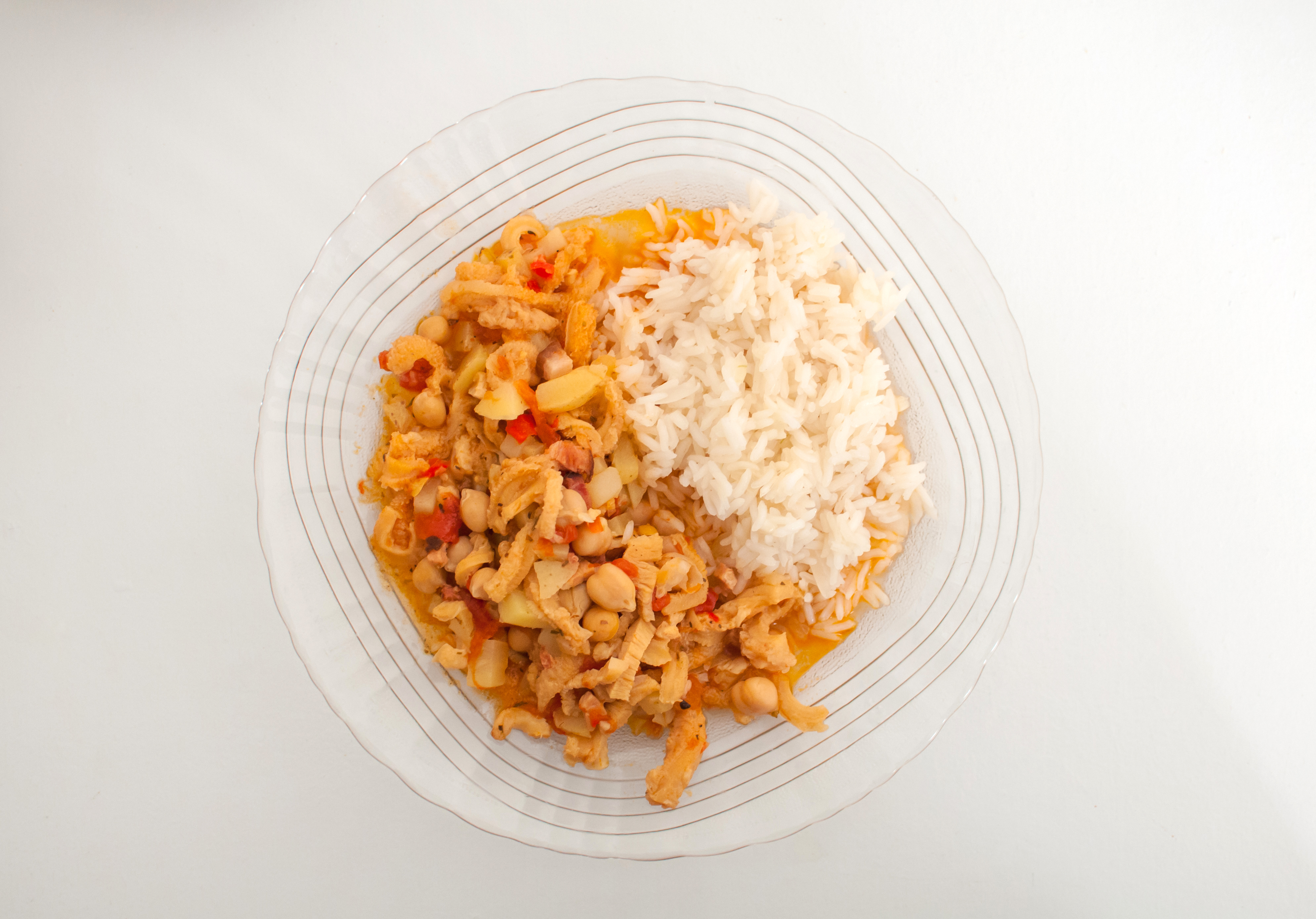
Buchada de bode com Grão de bico.

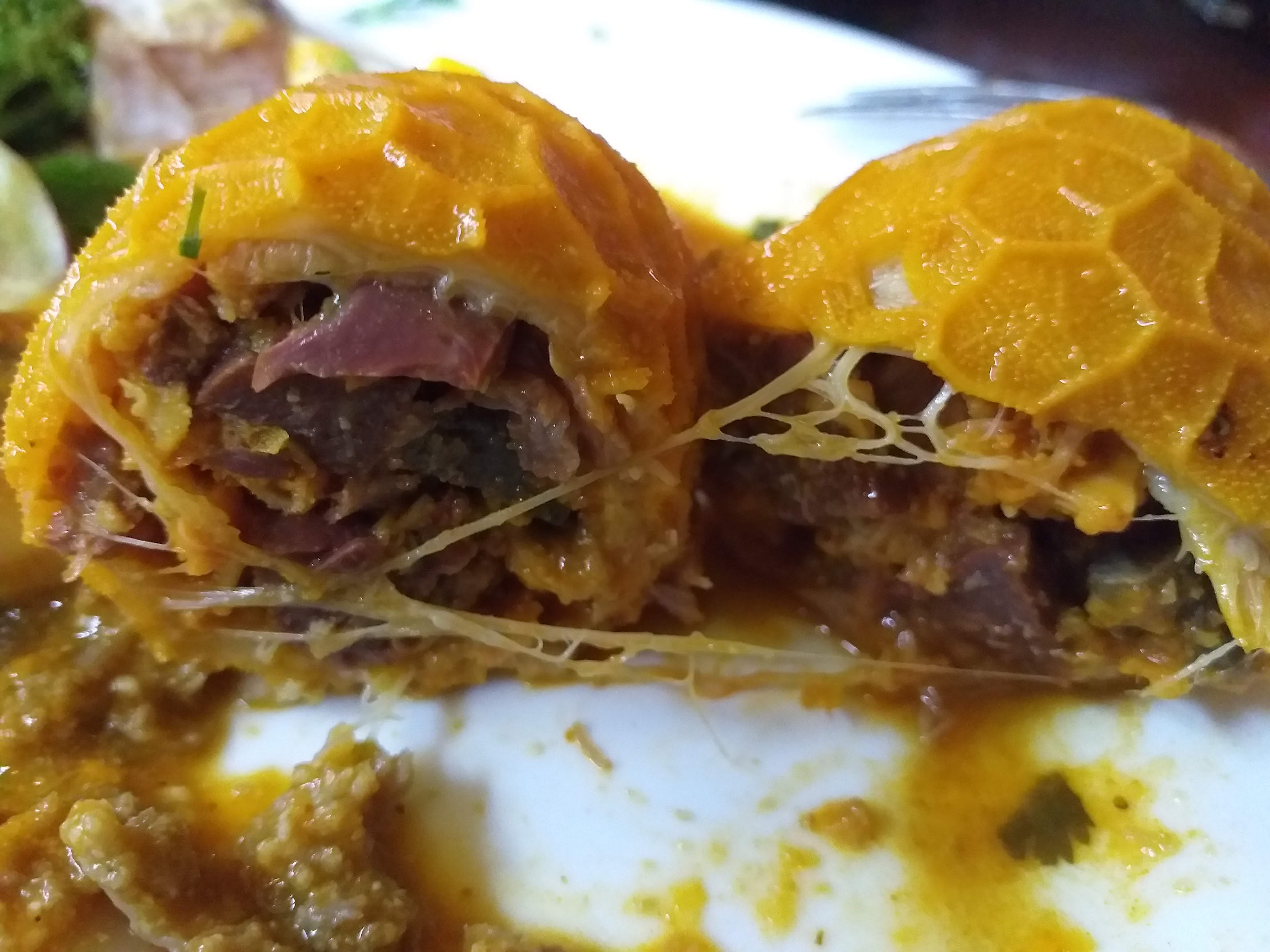
Buchada de Bode típica nordestina, recheada com sarapatel e costurada com tripa.

Buchada de bode, ou simplesmente buchada, é um prato típico da região Nordeste do Brasil. A iguaria tem origem no maranho, da culinária portuguesa tradicional. A buchada remete também ao prato crux mechi da gastronomia libanesa.

## Características
Em todo o Nordeste, a buchada é feita com as entranhas (rins, fígado e vísceras) do bode, lavadas, fervidas, cortadas, temperadas e cozidas em bolsas (que medem cerca de 8 cm de diâmetro), feitas com o próprio estômago do animal. No Nordeste, mais rigorosamente, a buchada leva apenas as chamadas vísceras brancas — as tripas e as outras partes do estômago que não foram utilizadas para fazer as bolsas. As vísceras vermelhas, como o coração, rins, pulmões, fígado e o baço (preparo à passarinha), compõem um prato diferente, o sarrabulho ou sarapatel, dependendo da espécie de animal.
Em geral, no Nordeste, berço da iguaria, diz-se simplesmente «buchada», já que se supõe que esta é feita do bode. Entretanto, não é raro que se encontre a buchada preparada com vísceras de carneiro ou mesmo de boi. Ademais, é mais comum encontrar a buchada recheada com as vísceras vermelhas no Sul e Sudeste do que no Norte e Nordeste do país.